# Película de bajo presupuesto
Una película de bajo presupuesto es una película grabada con poca o ninguna financiación de un importante estudio cinematográfico o inversionista privado. Muchas películas independientes se hacen con presupuestos bajos, pero las películas hechas en el circuito comercial por cineastas inexpertos o desconocidos también pueden tener presupuestos bajos. Muchos cineastas jóvenes o primerizos filman películas de bajo presupuesto para demostrar su talento antes de hacer producciones más grandes. Muchas películas de bajo presupuesto que no obtienen ningún tipo de atención o reconocimiento nunca se estrenan en cines y, a menudo, se envían directamente al comercio minorista debido a su falta de perspectivas de comercialización, apariencia, historia o argumento. No hay un número preciso para definir una producción de bajo presupuesto, y depende tanto del género como del país. Lo que podría ser un bajo presupuesto en un país puede ser un gran presupuesto en otro. Los jóvenes cineastas de hoy en día confían en los festivales de cine para la promoción previa. Utilizan esto para ganar reconocimiento y atención para sus películas, lo que a menudo conduce a un lanzamiento limitado en cines. Una película que adquiera seguidores de culto puede ser lanzada a nivel nacional. Las películas de bajo presupuesto pueden ser producciones profesionales o de aficionados. Se filman con equipo profesional o para consumidores corrientes. 
Algunos géneros son más propicios que otros para la realización de películas de bajo presupuesto. Las películas de terror son un género muy popular para el debut como director de películas de bajo presupuesto. Jeremy Gardner, director de The Battery, dice que los fanáticos del horror se sienten más atraídos por la forma en que las películas los afectan que por ver a las estrellas de cine . Esto permite que las películas de terror se centren más en provocar una reacción que en caras elecciones de elenco. Las películas de suspenso también son una opción popular para las películas de bajo presupuesto, ya que se centran en la narrativa. Las películas de ciencia ficción, que alguna vez fueron el dominio del cine B, a menudo requieren un gran presupuesto para adaptarse a sus efectos especiales, pero las imágenes generadas por computadora a bajo costo pueden hacerlas asequibles, especialmente cuando se centran en la historia y la caracterización. Recursos como filmar como metraje encontrado pueden reducir los costos de producción y guiones que se basan en diálogos extendidos, como Reservoir Dogs o Sex, Lies and Videotape, pueden entretener al público sin muchos sets.
El flujo de dinero en la cinematografía es un sistema único debido a la incertidumbre de demanda. Los directores y los productores de una película no saben cómo esta será recibida. Pueden predecir que a una película le irá muy bien y pagará el costo de producción, pero solo recuperar una parte. Por el contrario, un proyecto que pocos piensan que llegará lejos puede generar más ganancias de lo esperado. Otra gran variable en juego es el uso de estrellas. Con frecuencia, las estrellas son llevadas a un proyecto para darle publicidad y fama a la película. Este proceso puede ser rentable, pero no es un mecanismo infalible para una financiación exitosa. Actores conocidos pueden unirse a una película de bajo presupuesto por una parte de la ganancia bruta.

## Películas de bajo presupuesto destacadas
Una de las películas de bajo presupuesto más exitosas fue El proyecto Blair Witch (1999). Tenía un presupuesto de alrededor de USD 60.000 pero recaudó casi USD 249 millones en todo el mundo. La película inspiró libros, una trilogía de videojuegos y dos secuelas menos populares. Posiblemente una película de bajo presupuesto aún más exitosa fue la película Garganta profunda (1972), que tuvo un costo de producción de solo USD 22.500 y que se rumoreó que recaudó más de USD 600 millones, aunque esta cifra a menudo se disputa.

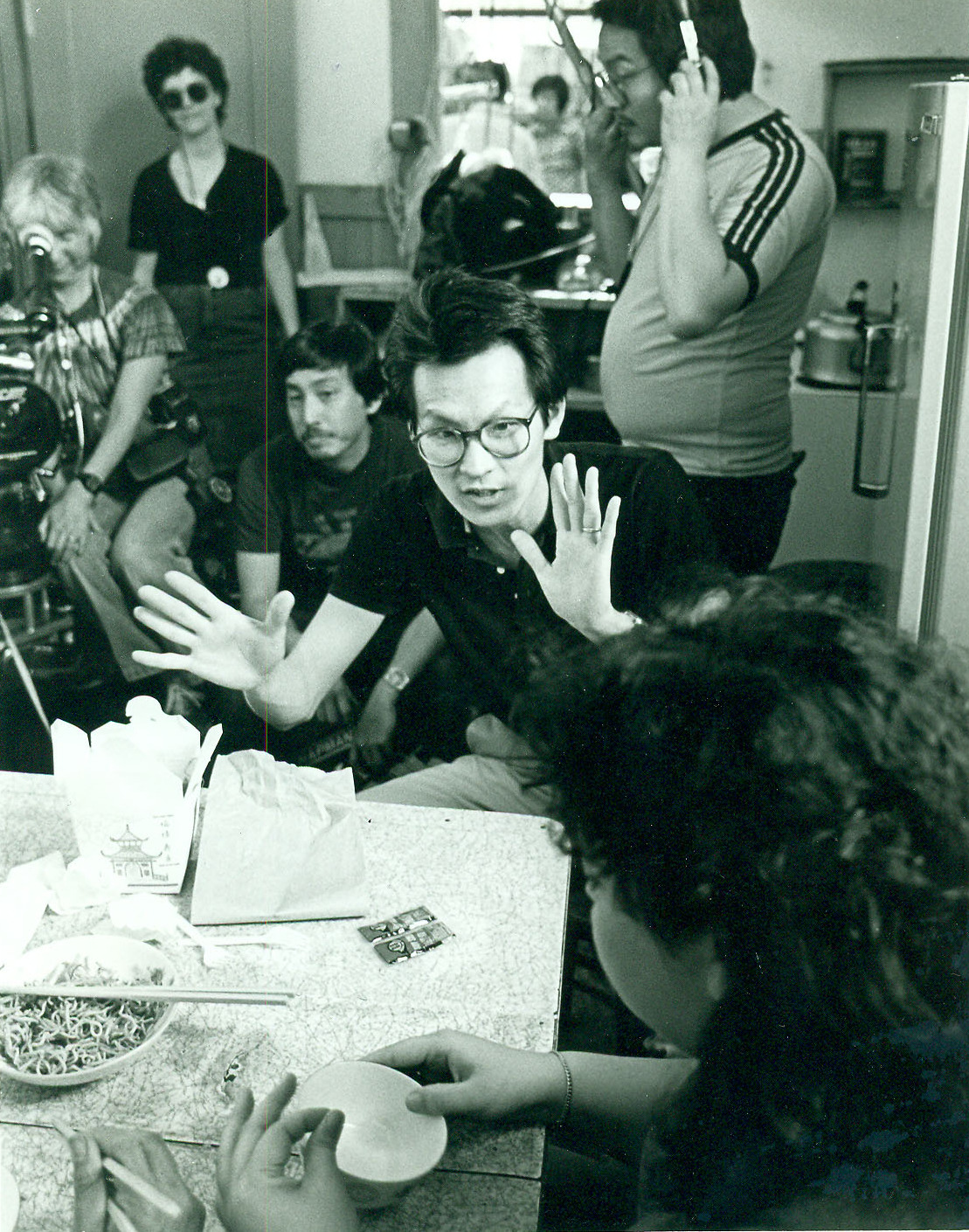
Wayne Wang dirigiendo a los actores de una de las primeras películas independientes (Dim Sum: Un poco de corazón) en San Francisco, California,1983. Fotos de Nancy Wong.

Otra de las primeras películas muy exitosas de bajo presupuesto fue la película de bandidos Sholay (1975) de Bollywood, cuya producción costó INR 20 millones (USD 400.000) y que recaudó INR 3000 millones (USD 67 millones), convirtiéndola en una de las películas más taquilleras de todos los tiempos en el cine indio. Otra película asiática exitosa de bajo presupuesto fue la película china Operación Dragón (1973), protagonizada por Bruce Lee, que tenía un presupuesto de USD 850.000 y que recaudó USD 90 millones en todo el mundo. La película de Wayne Wang, Chan Is Missing, ambientada en las calles del barrio chino de San Francisco, tuvo un presupuesto de USD 20.000 en 1982. Herb Caen, columnista de San Francisco Chronicle, escribió que el presupuesto no habría siquiera alcanzado para pagar por los cordones de los zapatos en la película Annie.  
Rocky se filmó con un presupuesto de USD 1 millón y recaudó USD 225 millones en todo el mundo, lo que convirtió a Sylvester Stallone en una estrella. Halloween contó con un presupuesto de producción de USD 325.000 y recaudó USD 70 millones en todo el mundo. Napoleon Dynamite costó menos de USD 400.000, pero su ganancia bruta fue de USD 46 millones. Las divisiones de los principales estudios de cine que se especializan en películas de este tipo, como Fox Searchlight Pictures, Miramax y New Line Cinema, han hecho que la distribución de películas de bajo presupuesto sea competitiva.
La película británica Monsters es un ejemplo reciente y exitoso que muestra que es posible llevar lo que antes se consideraba el dominio exclusivo de los grandes estudios —los caros efectos especiales de los éxitos de taquilla— al cine independiente y de bajo presupuesto. Se informó que el presupuesto de la película era de aproximadamente USD 500.000, pero recaudó USD 4.188.738 en la taquilla. 
Un número considerable de películas de bajo y modesto presupuesto han sido olvidadas por sus creadores y han caído en el dominio público. Esto ha sido especialmente cierto en el caso de las películas de bajo presupuesto realizadas en los Estados Unidos desde 1923 hasta 1978 (las películas y otras obras realizadas en los Estados Unidos durante este período pasaban a ser de dominio público si sus derechos de autor no se renovaban 28 años después de la producción original). Entre estas se encuentran varias películas hechas por Ed Wood o Roger Corman. 
Algunas películas de bajo presupuesto han fracasado estrepitosamente en taquilla y han sido olvidadas rápidamente, solo para aumentar su popularidad décadas más tarde. Una serie de películas hechas con bajo presupuesto ha alcanzado el estatus de película de culto después de haber sido consideradas como algunas de las peores películas jamás hechas durante muchos años. Los ejemplos más famosos de esta popularidad tardía incluyen Plan 9 del espacio exterior y Manos: The Hands of Fate. 
Además, algunas películas de bajo costo que han tenido poco (o moderado) éxito en su lanzamiento inicial han sido consideradas clásicos más tarde. El último hombre sobre la Tierra fue la primera adaptación de la novela Soy leyenda de Richard Matheson. Debido a restricciones presupuestarias, los vampiros en la película eran criaturas similares a zombis en lugar de los monstruos rápidos y ágiles retratados en la novela. Este enfoque (y la película) no se consideró un éxito en ese momento, pero inspiró el trabajo de George A. Romero en su película  La noche de los muertos vivientes. Así, El último hombre sobre la Tierra se convirtió en una precursora de numerosas películas de zombis, y los fanáticos de esas películas más tarde redescubrieron la original, convirtiéndola en un clásico de culto. 
La película fantástica del lejano oeste Western Religion (2015), del escritor y director James O'Brien, tuvo un costo de producción de USD 250.000. Se estrenó en el Festival de Cine de Cannes, donde posteriormente fue comprada por Screen Media Films y estrenada a nivel nacional. La película india Secret Superstar (2017), la cual tuvo un presupuesto limitado de INR 15 millones (USD 2,2 millones), se convirtió en una de las películas más rentables de todos los tiempos, al recaudar INR 9650 millones (USD 154 millones) en todo el mundo y obtener más del 6.000 % de retorno de la inversión (ROI).

## Micro presupuesto
Una película de micro presupuesto es aquella que se realiza con un presupuesto extremadamente bajo, a veces tan solo unos pocos miles de dólares. Un ejemplo es la popular película El Mariachi (1992), en la que el director Robert Rodríguez no pudo pagar segundas tomas debido al presupuesto de USD 7000. A pesar de esto, la película no solo fue un éxito comercial, sino que además fue aclamada por la crítica y dio inicio a la carrera del joven director. 

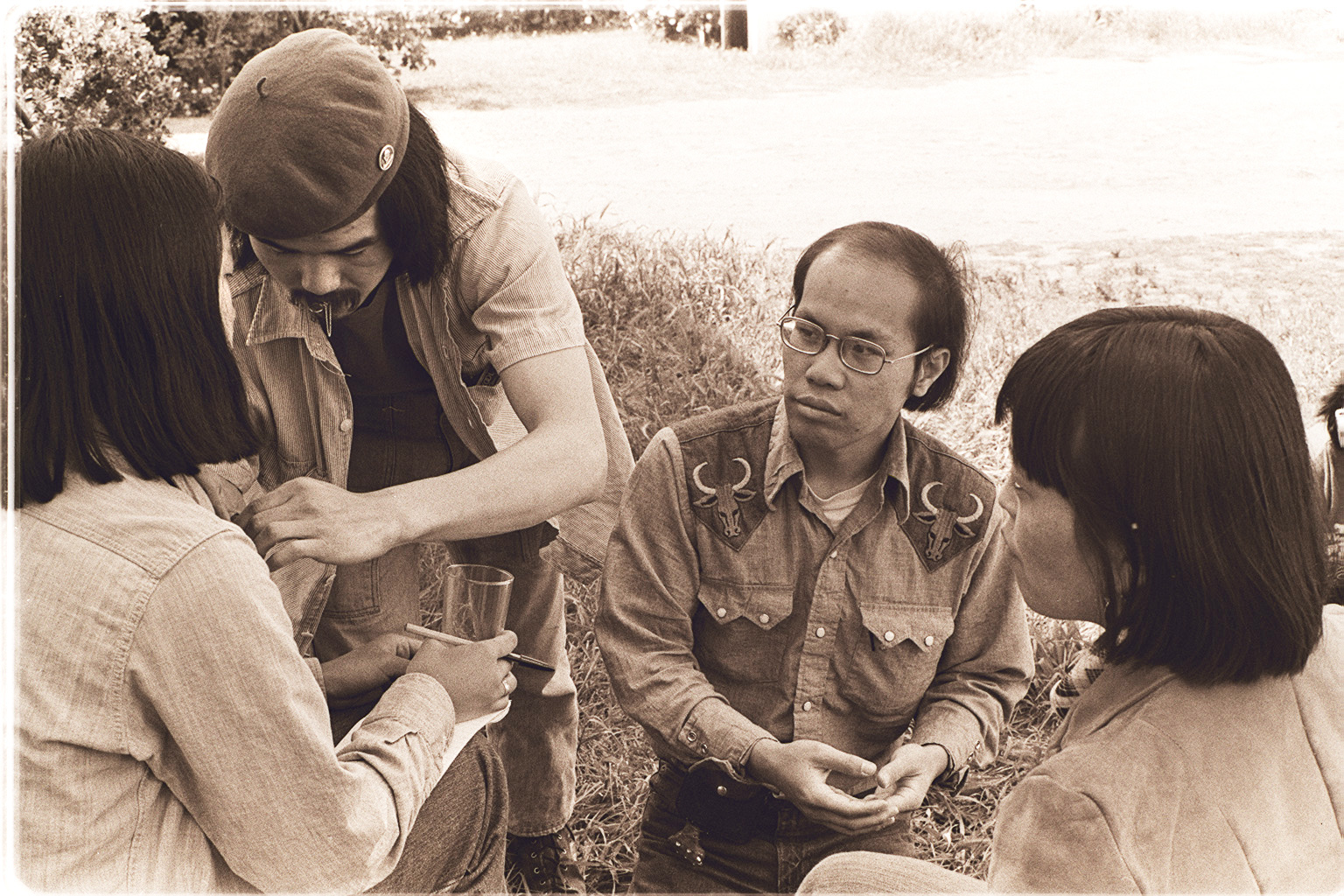
Preparándose para grabar el documental de Wendy Yoshimura, "Wendy ...uh... Cuál es su nombre" en Fresno, California, 1976.

Algunas de las películas de micro presupuesto más aclamadas por la crítica fueron dirigidas por el director de cine bengalí Satyajit Ray. Su obra más famosa fue la Trilogía de Apu (1955–1959). La primera película de la trilogía, Pather Panchali (1955), se produjo con un presupuesto muy reducido de INR 200.000 (USD 3000) utilizando un reparto y un equipo de aficionados. Las tres películas ahora se encuentran frecuentemente entre las mejores películas de todos los tiempos . Todas las otras películas que hizo después también tuvieron micro presupuestos o presupuestos bajos. Las películas que contaron con mayor presupuesto fueron Las aventuras de Goopy y Bagha (1968), con un presupuesto de INR 600.000 (USD 12.000), y Shatranj Ke Khilari (1977), con un presupuesto de INR 2 millones (USD 40.000).
Otro ejemplo es la película de culto Eraserhead (1977), cuya producción costó solo USD 10.000. El director David Lynch tuvo tantos problemas para conseguir fondos que la película tuvo que hacerse durante un período de seis años, siempre que Lynch podía permitirse filmar las escenas. En 2014, el periodista Kyle Smith estimó que la película recaudó más de USD 7 millones.
Slacker (1991), una comedia dramática escrita y dirigida por Richard Linklater, fue producida con USD 23.000. La película fue incorporada al Registro Nacional de Películas en 2012. Influenciado por el éxito de Slacker, Kevin Smith escribió y dirigió Clerks, en 1994, con USD 27.575 que pagó con su tarjeta de crédito. La película recaudó USD 3,2 millones en cines y lanzó la carrera de Smith como director, quien ya ha realizado varias películas con un mayor presupuesto.
En Rusia, la película policíaca Hermano (1997) se rodó con un presupuesto de alrededor de USD 10.000 y fue extremadamente exitosa en su estreno.
El director Doug Liman y el guionista Jon Favreau filmaron Swingers (1996) con un presupuesto de 200 500 dólares. Miramax adquirió los derechos por cinco millones de dólares y tras su proyección en las salas recaudó más de cuatro millones y medio de dólares. Swingers catapultó la carrera de Liman, Favreau y Vince Vaughn, y se volvió una película de culto. En 1998, Following, la primera película de Christopher Nolan, se filmó con un presupuesto de GBP 3000. Nolan recibió luego otras GBP 3.000 para rodarla en 35 mm.
Primer (2004) es una película de ciencia ficción estadounidense sobre la invención accidental de los viajes en el tiempo. La película fue escrita, dirigida y producida por Shane Carruth, un exmatemático e ingeniero, y se completó con un presupuesto de tan solo USD 7.000.
También en 2004, el documental Tarnation contó con un presupuesto de USD 218,32, pero recaudó USD 1.200.000. 
Actividad paranormal (2007), una película de terror escrita y dirigida por Oren Peli, se filmó con USD 15.000 y recaudó alrededor de USD 193.355.800 (ajustado por inflación: USD 225.806.704). El crítico de Entertainment Weekly Owen Gleiberman le dio a Actividad paranormal una calificación A (A es la calificación más alta) y lo calificó de "aterrador ... extraño y aterrador" y dijo que "Actividad paranormal elimina 30 años de clichés de pesadillas". One Cut of the Dead (2017), una película de comedia de zombies japonesa de bajo presupuesto, se produjo con un presupuesto de JPY 3.000.000 (USD 25.000) y llegó a recaudar más de JPY 3,12 mil millones (USD 28 millones) en la taquilla japonesa, donde hizo historia al ganar más de mil veces su presupuesto.